# Finntroll
Finntroll – fiński zespół folkmetalowy, założony w Helsinkach w 1997. Zespół wykonuje skoczną, dynamiczną muzykę, łączącą elementy black metalu i fińskiej polki zwanej humppa. Mimo iż jest to fiński zespół, to teksty utworów są w języku szwedzkim, ponieważ ten język brzmi "cholernie trollowato" według Jämsena, założyciela zespołu, którego ojczystym językiem jest właśnie szwedzki.

## Życiorys
Finntroll został założony w 1997 roku przez Teemu Raimoranta (Somnium), gitarzystę zespołu Impaled Nazarene oraz Jana Jämsena (Katla). Ich pierwsze demo, Rivfader, zostało nagrane rok później, w 1998 r. Po nagraniu dema do zespołu dołączyli Samu Ruotsalainen (z Barathrum i Rapture), Samuli Ponsimaa, Henri Sorvali (z Moonsorrow) i Sami Uusitalo. Podpisany kontrakt z wytwórnią Spikefarm zaowocowało pierwszą płytą Midnattens Widunder wydaną w 1999 roku.
W 2001 roku zespół nagrał kolejny album zatytułowany Jaktens Tid. Album awansował do pierwszej dwudziestki fińskiej listy przebojów, co przekroczyło oczekiwania zespołu, jak i wydawnictwa. Rosnąca fala popularności wzbudziła zainteresowanie wytwórni Century Media, która rozpoczęła promowanie zespołu na całym świecie. W tym samym roku, w lecie, zespół dał koncert na festiwalu w Finlandii i w innych krajach.
Rok później po wydaniu albumu Jaktens Tid na zespół spadła seria nieszczęść. Niektóre z tras koncertowych zostały anulowane. Wokalista Jämsen przestał śpiewać z powodu guza na strunach głosowych, który nie mógł zostać usunięty operacyjnie.
Nowy album Finntroll Visor Om Slutet został nagrany w styczniu 2003 roku, w lesie niedaleko Helsinek. Płyta była eksperymentem akustycznym, gdzie Jan Jämsen i nowy wokalista Tapio Wilska (z Sethian) udzielali głosu. Po wydaniu tego albumu Jämsen, współzałożyciel Finntroll, opuścił zespół.
Krótko po wydaniu Visor Om Slutet, Teemu Raimoranta, drugi z współzałożycieli zespołu, zginął w wypadku, spadając z mostu w Helsinkach, po spożyciu dużej ilości alkoholu (według oficjalnej wersji). Dwie osoby, które były z nim w tamtym czasie, powiedziały, że Raimoranta skoczył z mostu, ponieważ chciał popełnić samobójstwo. Zespół, po otrząśnięciu się po stracie głównego członka zespołu, zdecydował się wyruszyć w trasę koncertową po Europie razem z grupą Katatonia. Gitarzysta Mikael Karlbom zastąpił Raimorantę.
W 2004 roku zespół wydał minialbum Trollhammaren i album Nattfödd.
29 stycznia 2006, Tapio Wilska, wokalista zespołu od 2003 roku zostaje zwolniony z zespołu. W oświadczeniu wydanym na stronie zespołu Wilska za przyczyny odejścia wymienia różnice osobiste w zespole i zwątpienie w jego poświęcenie nad projektem. Reszta powodów jest prywatna. W kwietniu tego samego roku Mathias Lillmåns zostaje nowym wokalistą zespołu.
28 marca 2007 roku oficjalnie został wydany album Ur Jordens Djup (Z Głębi Ziemi).

## Muzycy

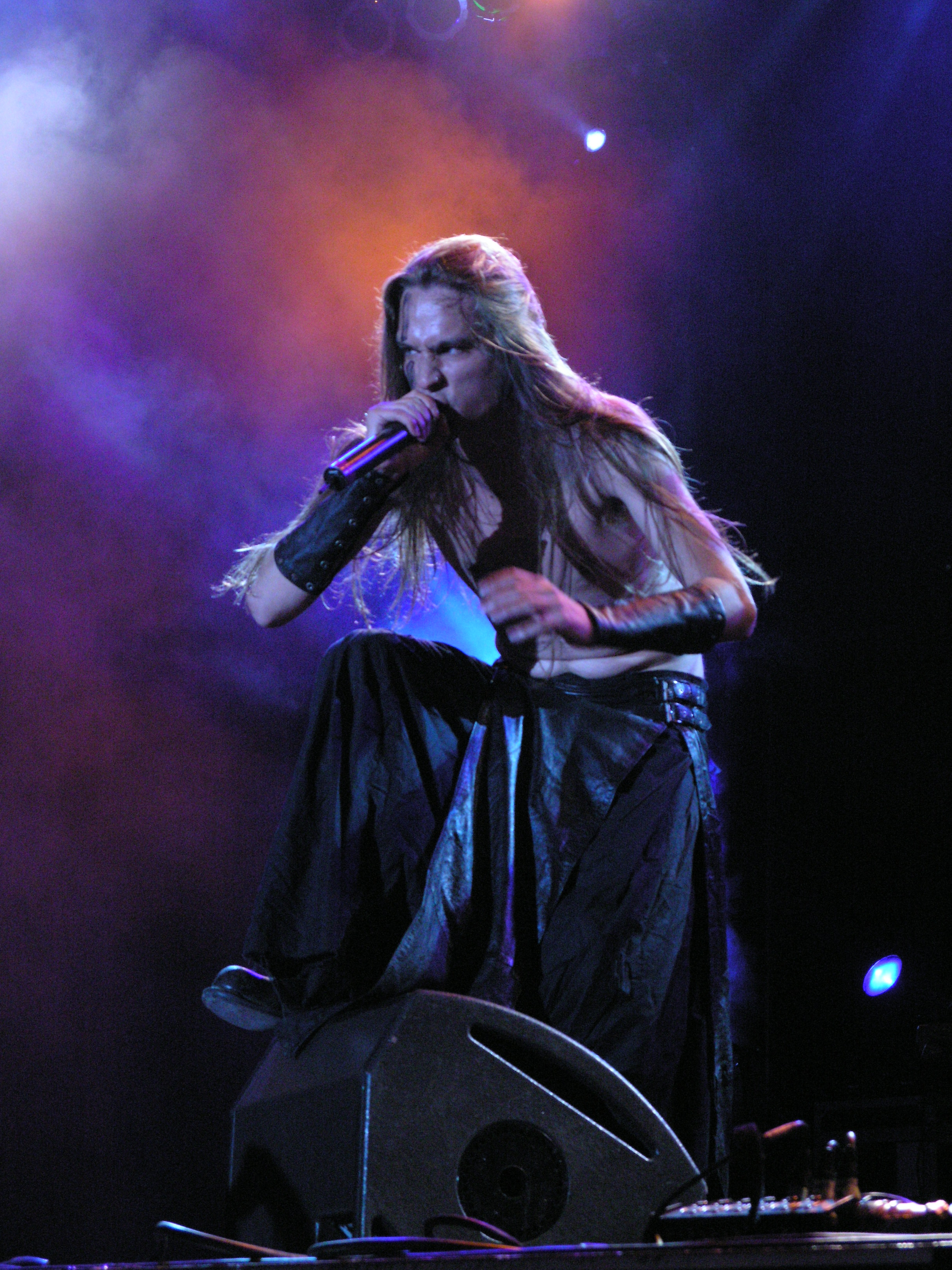
Mathias Lillmåns w czasie występu na festiwalu Masters of Rock w 2007 roku.

### Obecny skład zespołu
- Samuli Ponsimaa (Skrymer) – gitara (1998–)
- Mikael Karlbom (Routa) – gitara (2003–)
- Sami Uusitalo (Tundra) – gitara basowa (1998–)
- Henri Sorvali (Trollhorn) – instrumenty klawiszowe (1998–)
- Samu Ruotsalainen (Beast Dominator) – perkusja (1998–)
- Mathias Lillmåns (Vreth) – wokal (2006–)
- Aleksi Virta (Virta) – instrumenty klawiszowe na żywo (2005–)

### Byli członkowie
- Jan Jämsen (Katla) – wokal (1997–2003)
- Teemu Raimoranta (Somnium) – gitara (1997–2003)
- Tapio Wilska – wokal (2003–2006)

## Dyskografia
| 1999                           | Midnattens Widunder - Data: 1999 - Wydawca: Spikefarm Records      | —  | —  | —  | —  | —  | —   |
| 2001                           | Jaktens Tid - Data: 18 września 2001 - Wydawca: Spikefarm Records  | —  | 20 | —  | —  | —  | —   |
| 2004                           | Nattfödd - Data: 19 kwietnia 2004 - Wydawca: Spikefarm Records     | —  | 22 | —  | —  | —  | —   |
| 2007                           | Ur Jordens Djup - Data: 28 marca 2007 - Wydawca: Spikefarm Records | 91 | 23 | —  | —  | —  | —   |
| 2010                           | Nifelvind - Data: 17 lutego 2010 - Wydawca: Century Media Records  | 31 | 35 | 61 | 49 | 44 | 151 |
| 2013                           | Blodsvept - Data: 22 marca 2013 - Wydawca: Century Media Records   | 73 | 10 | —  | 40 | 79 | 176 |
| 2020                           | Vredesvävd Data: 18 września 2020 Wydawca: Century Media Records   | —  | 6  | —  | —  | 40 | —   |
| "—" pozycja nie była notowana. |                                                                    |    |    |    |    |    |     |

| Rok  | Tytuł                                                                     |
| ---- | ------------------------------------------------------------------------- |
| 1998 | Rivfader (demo) - Data: 1998 - Wydawca: brak (wydanie własne)             |
| 2003 | Visor om Slutet (EP) - Data: 7 kwietnia 2003 - Wydawca: Spikefarm Records |
| 2004 | Trollhammaren (EP) - Data: 19 kwietnia 2004 - Wydawca: Spikefarm Records  |

## Teledyski
| Rok  | Tytuł               | Reżyseria    | Album           |
| ---- | ------------------- | ------------ | --------------- |
| 2004 | "Trollhammaren"     | M. Karlbom   | Nattfödd        |
| 2007 | "Nedgång"           | —            | Ur Jordens Djup |
| 2010 | "Solsagan"          | Vasara Films | Nifelvind       |
| 2010 | "Under Bergets Rot" | —            | Nifelvind       |